# Jacques Cartier Provincial Park
Jacques Cartier Provincial Park är en park i Kanada.   Den ligger i provinsen Prince Edward Island, i den östra delen av landet, 900 km öster om huvudstaden Ottawa. Jacques Cartier Provincial Park ligger 4 meter över havet.
Terrängen runt Jacques Cartier Provincial Park är platt. Havet är nära Jacques Cartier Provincial Park åt sydost. Trakten är glest befolkad. Närmaste större samhälle är Alberton, 5,3 km sydväst om Jacques Cartier Provincial Park. 